# Street féminin aux Jeux olympiques d'été de 2024
Cet article traite de l'épreuve féminine. Pour la compétition masculine, voir Street masculin aux Jeux olympiques d'été de 2024.
Pour des articles plus généraux, voir Jeux olympiques d'été de 2024 et Skateboard aux Jeux olympiques.
Navigation
Tokyo 2020 Los Angeles 2028
L'épreuve féminine de street en skateboard aux Jeux olympiques d'été de 2024 à Paris a lieu le 28 juillet 2024, au sein du parc urbain de la Concorde.

## Médaillées
| Or                   | Argent          | Bronze            |
| Coco Yoshizawa (JPN) | Liz Akama (JPN) | Rayssa Leal (BRA) |

## Format de la compétition
Les participantes effectuent chacune deux runs de 45 secondes puis cinq tricks où elles sont notées. Sur ces 7 notes, seules les 4 meilleures sont comptabilisées pour le total. Les 8 meilleures skateuses des qualifications vont en finale.

## Calendrier
| Date                | Horaire | Manche         |
| ------------------- | ------- | -------------- |
| Dimanche 28 juillet | 12 h 00 | Qualifications |
| Dimanche 28 juillet | 17 h 00 | Finale         |

## Résultats détaillés
Les huit premiers se qualifient pour la finale (Q).
| Rang | Skateuse          | Pays           | Runs  | Runs  | Tricks | Tricks | Tricks | Tricks | Tricks | Total  | Notes |
| Rang | Skateuse          | Pays           | 1     | 2     | 1      | 2      | 3      | 4      | 5      | Total  | Notes |
| ---- | ----------------- | -------------- | ----- | ----- | ------ | ------ | ------ | ------ | ------ | ------ | ----- |
| 1    | Coco Yoshizawa    | Japon          | 83,59 | 71,75 | 86,65  | 88,68  | 78,19  | 0,00   | 0,00   | 258,92 | Q     |
| 2    | Liz Akama         | Japon          | 86,55 | 51,40 | 86,83  | 0,00   | 84,61  | 81,35  | 78,12  | 257,99 | Q     |
| 3    | Cui Chenxi        | Chine          | 80,62 | 82,01 | 81,18  | 83,11  | 0,00   | 89,22  | 0,00   | 254,34 | Q     |
| 4    | Chloe Covell      | Australie      | 68,14 | 78,89 | 82,26  | 0,00   | 0,00   | 85,58  | 0,00   | 246,73 | Q     |
| 5    | Funa Nakayama     | Japon          | 79,87 | 54,73 | 84,56  | 0,00   | 81,09  | 0,00   | 0,00   | 245,52 | Q     |
| 6    | Paige Heyn        | États-Unis     | 71,65 | 35,37 | 85,66  | 0,00   | 86,98  | 0,00   | 0,00   | 244,29 | Q     |
| 7    | Rayssa Leal       | Brésil         | 59,88 | 35,62 | 85,87  | 88,87  | 92,68  | 0,00   | 0,00   | 241,43 | Q     |
| 8    | Poe Pinson        | États-Unis     | 39,30 | 71,25 | 0,00   | 0,00   | 0,00   | 81,80  | 88,07  | 241,12 | Q     |
| 9    | Zhu Yuanling      | Chine          | 59,35 | 60,11 | 0,00   | 0,00   | 86,88  | 0,00   | 87,83  | 234,82 |       |
| 10   | Roos Zwetsloot    | Pays-Bas       | 49,60 | 71,60 | 83,61  | 0,00   | 0,00   | 0,00   | 78,50  | 233,71 |       |
| 11   | Lucie Schoonheere | France         | 24,22 | 76,81 | 78,19  | 73,05  | 0,00   | 0,00   | 0,00   | 228,05 |       |
| 12   | Zeng Wenhui       | Chine          | 55,85 | 12,66 | 0,00   | 0,00   | 83,76  | 0,00   | 83,88  | 223,49 |       |
| 13   | Daniela Terol     | Espagne        | 63,72 | 70,12 | 76,39  | 0,00   | 0,00   | 73,87  | 0,00   | 220,38 |       |
| 14   | Natalia Munoz     | Espagne        | 48,83 | 57,44 | 74,25  | 83,01  | 68,12  | 0,00   | 0,00   | 214,70 |       |
| 15   | Keet Oldenbeuving | Pays-Bas       | 64,61 | 48,40 | 0,00   | 72,69  | 73,48  | 0,00   | 0,00   | 210,78 |       |
| 16   | Pamela Rosa       | Brésil         | 11,52 | 41,48 | 0,00   | 0,00   | 80,10  | 0,00   | 83,65  | 205,23 |       |
| 17   | Vareeraya Sukasem | Thaïlande      | 48,52 | 45,07 | 0,00   | 74,04  | 78,19  | 0,00   | 0,00   | 200,75 |       |
| 18   | Boipelo Awuah     | Afrique du Sud | 19,56 | 31,82 | 0,00   | 61,15  | 51,78  | 66,37  | 0,00   | 159,34 |       |
| 19   | Gabi Mazetto      | Brésil         | 21,07 | 61,17 | 0,00   | 0,00   | TNS    | 83,18  | 0,00   | 144,35 |       |
| 20   | Haylie Powell     | Australie      | 62,19 | 41,07 | 0,00   | 0,00   | 0,00   | 63,11  | 0,00   | 125,30 |       |
| 21   | Liv Lovelace      | Australie      | 40,38 | 23,00 | 77,72  | 0,00   | 0,00   | 0,00   | 0,00   | 118,10 |       |
| 22   | Mariah Duran      | États-Unis     | 12,13 | 58,36 | 0,00   | 0,00   | 0,00   | 0,00   | 0,00   | 58,36  |       |

| Rang                                | Skateuse       | Pays       | Runs  | Runs  | Tricks | Tricks | Tricks | Tricks | Tricks | Total  |
| Rang                                | Skateuse       | Pays       | 1     | 2     | 1      | 2      | 3      | 4      | 5      | Total  |
| ----------------------------------- | -------------- | ---------- | ----- | ----- | ------ | ------ | ------ | ------ | ------ | ------ |
| Médaille d'or, Jeux olympiques      | Coco Yoshizawa | Japon      | 85,02 | 86,80 | 0,00   | 86,34  | 0,00   | 96,49  | 89,46  | 272,75 |
| Médaille d'argent, Jeux olympiques  | Liz Akama      | Japon      | 13,28 | 89,26 | 92,62  | 84,07  | 0,00   | 0,00   | 0,00   | 265,95 |
| Médaille de bronze, Jeux olympiques | Rayssa Leal    | Brésil     | 71,66 | 34,80 | 0,00   | 92,88  | 0,00   | 0,00   | 88,83  | 253,37 |
| 4                                   | Cui Chenxi     | Chine      | 65,47 | 65,04 | 86,98  | 89,11  | 0,00   | 0,00   | 0,00   | 241,56 |
| 5                                   | Poe Pinson     | États-Unis | 36,75 | 50,18 | 83,73  | 0,00   | 88,43  | 0,00   | 0,00   | 222,34 |
| 6                                   | Paige Heyn     | États-Unis | 39,88 | 76,41 | 0,00   | 86,82  | 0,00   | 0,00   | 0,00   | 163,23 |
| 7                                   | Funa Nakayama  | Japon      | 48,14 | 79,77 | 0,00   | 0,00   | 0,00   | 0,00   | 0,00   | 79,77  |
| 8                                   | Chloe Covell   | Australie  | 70,33 | 45,46 | 0,00   | 0,00   | TNS    | 0,00   | 0,00   | 70,33  |